# ACS-100 Sora
El ACS-100 Sora es un biplaza Light sport aircraft  brasileño, diseñado por Advanced Composites Solutions.

## Desarrollo
El Sora, originalmente designado como el Triatlón ACS-100, fue desarrollado a partir del proyecto del Triatlón CB-10 proyectado por el diseñador aeronáutico brasileño Cláudio Barros de la Universidad Federal de Minas Gerais. El Sora es un monoplano de ala baja en voladizo de dos asientos, side-by-side, con una  unidad de cola convencional. Tiene un tren de aterrizaje triciclo fijo con un tren retráctil como opción. Está diseñado para ser totalmente acrobático (+6g a -4g). El primer vuelo se planificó para mayo de 2008 y la entrega del primer avión estaba prevista para el primer semestre de 2008.
Junto con los operadores de la central hidroeléctrica de Itaipú, se desarrolló la primera aeronave de propulsión eléctrica de Sudamérica, basada en el "Sora", el Sora-E. El primer vuelo tuvo lugar el 23 de junio de 2015 y duró cinco minutos. La máquina está equipada con dos motores eléctricos Emrax de Eslovenia con una potencia de 35 kW cada uno. Con seis acumuladores de polímero de litio se consigue una tensión de 400 voltios y una duración de vuelo de 45 a 60 minutos a una velocidad de crucero de 190 km/h. La velocidad máxima es de 340 km/h y el peso total máximo permitido es de 650 kg.
Referencia datos: 

### Características generales
- Tripulación: Dos
- Longitud: 6,5 m (21 pies 4 pulgadas)
- Envergadura: 7,5 m (24 pies 8 pulgadas)
- Superficie alar: 8,7 m² (93,2 pies cuadrados)
- Peso vacío: 350 kg (772 libras)
- Peso cargado: 600 kg (1325 lb)
- Planta motriz: Uno× Rotax 912S, .
  - Potencia: 74 kW (100 hp) cada uno.

### Rendimiento
- Velocidad nunca excedida (Vne): 340 km / h (211 mph, 183 nudos)